# Lenguas checoslovacas
Las lenguas checoslovacas son el subgrupo de lenguas eslavas occidentales formadas por el checo, su dialecto moravo, y el eslovaco.
Las diversas variedades son mutuamente inteligibles y forman un continuo dialectal, en lugar de dos lenguas distintas. Las formas estandarizadas son reconocibles debido a las diferencias de vocabulario, ortografía o pronunciación. Los dialectos eslovacos orientales son más divergentes y forman una continuidad dialectal mayor con el polaco o el ucraniano que con el checo.